# Zenon Przesmycki

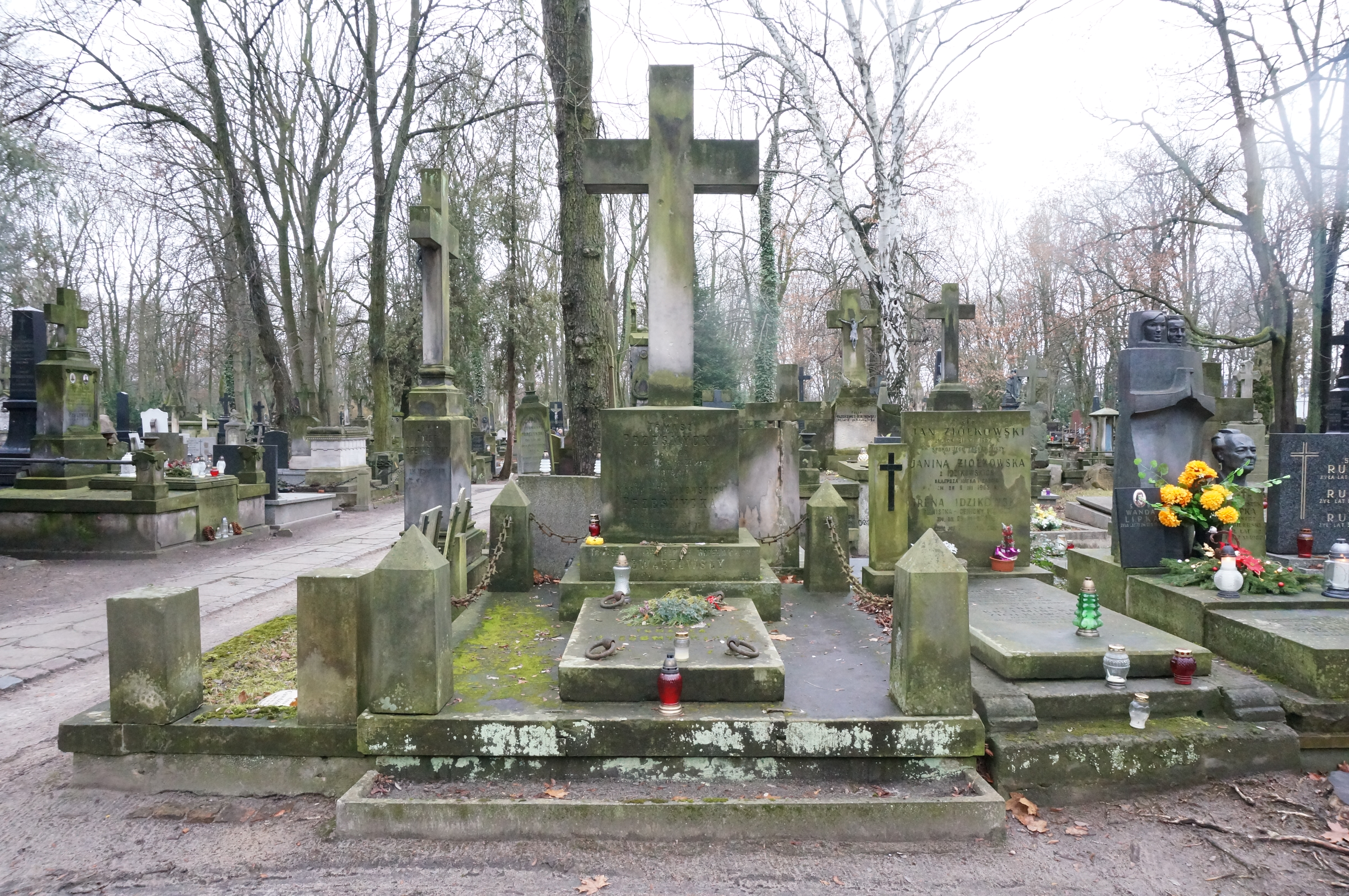
Grób Zenona Przesmyckiego na cmentarzu Powązkowskim przed renowacją.

Zenon Franciszek Przesmycki ps.: „Miriam”, „Jan Żagiel", „Epsilon" (ur. 22 grudnia 1861 w Radzyniu Podlaskim, zm. 17 października 1944 w Warszawie) – polski poeta i tłumacz, przedstawiciel parnasizmu, krytyk literacki i artystyczny okresu Młodej Polski, odkrywca i wydawca twórczości Cypriana Kamila Norwida.

## Życiorys
Syn inżyniera drogowego Tomasza Szymona i Marii z domu Przanowskiej, która pochodziła z rodziny ziemiańskiej, pieczętującej się herbem Paprzyca. Kształcił się w renomowanym IV Państwowym Gimnazjum w Warszawie, a po ukończeniu szkoły średniej, uczęszczał na studia prawnicze na Uniwersytecie Warszawskim. W 1886 uzyskał tam tytuł „kandydata prawa". Ponadto w latach 1890–1894 studiował filozofię w Wiedniu. W latach 80. XIX w. występował jako poeta, krytyk i tłumacz m.in. na łamach czasopism „Ateneum”, „Kłosy”, „Głos”, „Bluszcz” czy „Tygodnik Ilustrowany”. Od 1887 przez kilkanaście miesięcy był redaktorem naczelnym warszawskiego „Życia”, sztandarowego pisma Młodej Polski. Poza walorami o charakterze artystycznym, pismo to posiadało duże znaczenie dla ratowania kultury polskiej w czasie rusyfikacji Królestwa Polskiego. Od 1897 był redaktorem nowopowstałego „Przeglądu Filozoficznego”. 
W latach 1889–1900 przebywał w Paryżu i Wiedniu, gdzie wpływ nowych prądów europejskich ukształtował jego poglądy, a także gusta literackie i filozoficzne. W tym czasie na Uniwersytecie Wiedeńskim uzyskał stopień doktora praw. W połowie lat 90. XIX w. prowadził szeroko zakrojone badania dotyczące Józefa Marii Hoene-Wrońskiego, na którego temat zbierał materiały, a także szukał rękopisów. W latach 1901–1907 redagował pismo literackie „Chimera”, które odgrywało znaczącą rolę w kształtowaniu poglądów, jak również smaku estetycznego swojej epoki. Na łamach tego czasopisma, informującego o życiu umysłowym i artystycznym Europy, pisywali przedstawiciele elity intelektualnej m.in.: Leopold Staff, Bolesław Leśmian, Władysław Reymont czy Stefan Żeromski, a oprawą plastyczną zajmowali się najwybitniejsi graficy tego okresu – m.in. Józef Mehoffer, Edward Okuń oraz Jan Stanisławski. Trwałym wkładem Przesmyckiego w dzieje kultury narodowej jest ocalenie rękopisów Cypriana Kamila Norwida, które zbierał i opracowywał przez wiele lat, a część opublikował właśnie na łamach „Chimery”. W późniejszych latach wydawał je również w „Pismach zebranych” (1912–1913) oraz „Wszystkich pismach” (1937–1939). Dzięki jego wysiłkom poeta ten zyskał miejsce w panteonie największych polskich twórców. 
W 1917 został członkiem Komisji Sztuk Pięknych w Ministerstwie Wyznań Religijnych i Oświecenia Publicznego, a w 1918 objął stanowisko podsekretarza stanu w Ministerstwie Ochrony Kultury i Sztuk Pięknych. W dwudziestoleciu międzywojennym był m.in. ministrem kultury i sztuki (1919–1920) w rządach Ignacego Jana Paderewskiego oraz Leopolda Skulskiego, prezesem Polskiego Towarzystwa Ochrony Prawa Autorskiego, prezesem Straży Piśmiennictwa Polskiego oraz członkiem honorowym Towarzystwa Bibliofilów Polskich. Ponadto w 1933 został jednym z piętnastu dożywotnich członków Polskiej Akademii Literatury. Sztukę uważał za środek, który ma działanie uszlachetniające dla ludzkości. 
W czasie II wojny światowej, po wybuchu powstania warszawskiego, Zenon Przesmycki nie zgodził się na opuszczenie Warszawy, został ranny, a 17 października 1944 zmarł w szpitalu przy ul. Żurawiej 31. Pochowano go na chodniku przed domem szpitalnym, a 17 maja 1945 jego prochy przeniesiono do rodzinnego grobowca na cmentarzu Powązkowskim (kwatera 46-1-29/30). 

W trakcie swojego życia zgromadził księgozbiór liczący ok. 7 tys. pozycji, który spłonął. Zachowały się natomiast zgromadzone przez niego m.in. rękopisy Norwida, notatki i prace dotyczące Hoene-Wrońskiego, a także bogata korespondencja (obecnie zbiory te znajdują się w Bibliotece Narodowej w Warszawie), które zostały wywiezione z Warszawy do Pruszkowa przez ewakuacyjną grupę bibliotekarską w styczniu 1945. 20 grudniu 1946, w 125 rocznicę urodzin Cypriana Norwida, w Muzeum Narodowym w Warszawie została otwarta wystawa poświęconą życiu i twórczości tego wielkiego artysty – zorganizowana przez Wacława Borowego. Stała się ona hołdem dla Zenona Przesmyckiego, którego zebrane materiały stanowiły zasadniczą część zgromadzonych eksponatów. 

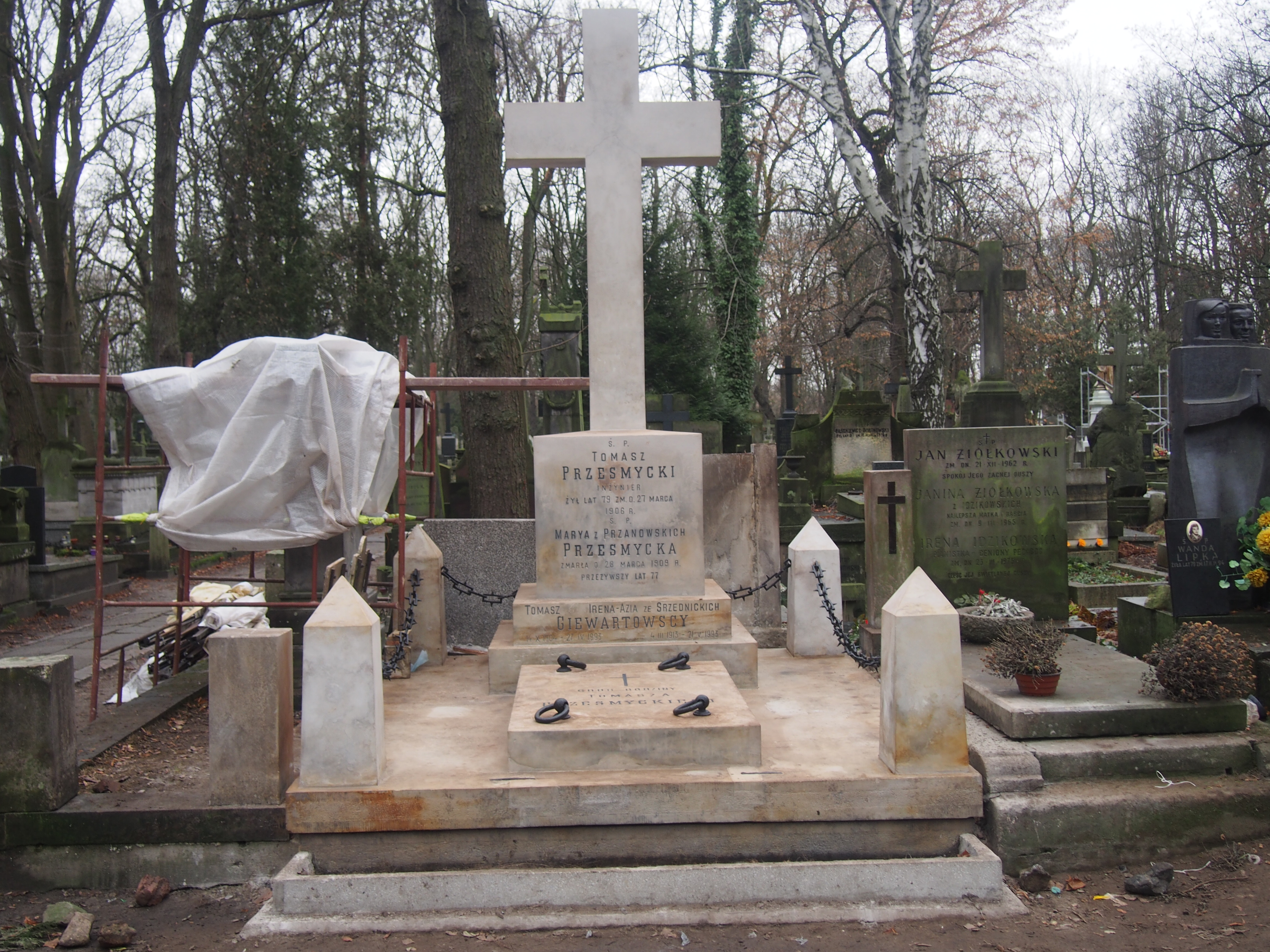
Grób Zenona Przesmyckiego na cmentarzu Powązkowskim po renowacji.

W 2022 z inicjatywy Premiera RP Mateusza Morawieckiego grób Przesmyckiego został odrestaurowany. Cały projekt był realizowany przez Fundację Stare Powązki, we współpracy z Kancelarią Prezesa Rady Ministrów.

### Życie prywatne
Miał trzech braci. W 1905 ożenił się z Anielą Hoene (1867–1938), córką sędziego trybunału, właścicielką pensji dla dziewcząt w Warszawie. Dzieci nie mieli, mieszkali w Warszawie przy ul. Mazowieckiej 4.

## Twórczość
Autor m.in. zbioru poezji Z czary młodości (1893), a także wierszy takich jak W twych cudnych oczach... oraz słynnego W co wierzyć? – będącego sztandarowym, a zarazem dramatycznym przykładem polskiego dekadentyzmu. Wiersze Miriama są wyrafinowane formalnie. Poeta pisał między innymi ronda. Zenon Przesmycki jako tłumacz zaimplementował do kultury polskiej poezję autorów czeskich, francuskich, belgijskich, włoskich oraz amerykańskich, którymi byli m.in. Stéphane Mallarmé, Arthur Rimbaud, Paul Verlaine, André Gide, Maurice Maeterlinck, Otokar Březina, Giosuè Carducci, Walt Whitman, a także Edgar Allan Poe. Przetłumaczył też wiersz Roberta Browninga The Last Ride Together (Ostatnia przejażdżka we dwoje), czy tragedię Drahomira oraz tomik Duch i świat Jaroslava Vrchlickiego.

## Ordery i odznaczenia
- Krzyż Komandorski z Gwiazdą Orderu Odrodzenia Polski
- Krzyż Komandorski Orderu Odrodzenia Polski (2 maja 1923)[18][19]
- Komandoria Legii Honorowej (Francja)[3]
- Komandoria Orderu Leopolda (Belgia)
- Komandoria Orderu Białego Lwa (Czechosłowacja)

## Upamiętnienie
W Radzyniu Podlaskim jedną z ulic nazwano jego imieniem.